# Saeed Basweidan
Saeed Basweidan (ar.: سعيد باسويدان, ur. 26 czerwca 1977) – jemeński lekkoatleta, średniodystansowiec.
Podczas igrzysk olimpijskich w Atlancie (1996) odpadł w eliminacjach na 800 metrów z czasem 1:49,35. Miesiąc później na mistrzostwach świata juniorów także odpadł w eliminacjach na tym dystansie (z wynikiem 1:52,21). Wielokrotny rekordzista kraju.

## Rekordy życiowe
- Bieg na 800 metrów (stadion) – 1:48,24 (1998) rekord Jemenu[3]
- Bieg na 800 metrów (hala) – 1:49,33 (1999) rekord Jemenu[4][5]